# Univers de von Neumann
En théorie des ensembles, une des branches des mathématiques, l'univers de von Neumann, ou hiérarchie cumulative de von Neumann, est la classe notée V d'ensembles « héréditaires », tels que la relation d'appartenance sur ces ensembles soit bien fondée. Cette classe, qui est formalisée par la théorie des ensembles de Zermelo-Fraenkel (ZFC), est souvent utilisée pour fournir une interprétation ou une motivation des axiomes de ZFC. Ce concept est nommé d'après John von Neumann, bien qu'il ait été publié pour la première fois par Ernst Zermelo en 1930.
Le rang d'un ensemble bien fondé est défini de façon récursive comme le plus petit nombre ordinal plus grand que les rangs de tous les membres de l'ensemble. En particulier, le rang de l'ensemble vide est zéro, et chaque ordinal a un rang égal à lui-même. Les ensembles dans V se répartissent dans une hiérarchie transfinie Vα, appelée hiérarchie cumulative, en fonction de leur rang.

## Définition
La hiérarchie cumulative est une collection d'ensembles Vα indexée par la classe des nombres ordinaux. En particulier, Vα est l'ensemble de tous les ensembles de rang inférieur à α. Il y a donc un ensemble Vα pour chaque nombre ordinal α. Vα peut être défini par récurrence transfinie ainsi :
- On définit V0 comme l'ensemble vide :
{\displaystyle V_{0}:=\varnothing }.
- Étant donné un nombre ordinal β, on définit Vβ+1 comme l'ensemble des parties de Vβ :
{\displaystyle V_{\beta +1}:={\mathcal {P}}(V_{\beta })}.
- Étant donné un ordinal limite λ, on définit Vλ comme l'union de toutes les étapes précédentes :
{\displaystyle V_{\lambda }:=\bigcup _{\beta <\lambda }V_{\beta }}.

Avec cette définition, il y a une seule formule φ(α,x) dans le langage de ZFC pour exprimer que « l'ensemble x appartient à Vα ».
Les ensembles Vα sont appelés étapes (stages en anglais). L'univers V dans son ensemble est défini comme l'union de toutes les étapes :
{\displaystyle V:=\bigcup _{\alpha }V_{\alpha }}.
Voici une représentation graphique des premières étapes finies V0 jusqu'à V4. Le carré vide représente l'ensemble vide, un carré contenant ce carré vide représente l'ensemble ne contenant que l'ensemble vide, et ainsi de suite :
Une définition équivalente et plus compacte des étapes consiste à écrire :
{\displaystyle V_{\alpha }:=\bigcup _{\beta <\alpha }{\mathcal {P}}(V_{\beta })}
pour chaque ordinal α, où {\displaystyle {\mathcal {P}}(X)\!} est l'ensemble des parties de {\displaystyle X}.